# Kamnik
Kamnik là một khu tự quản (tiếng Slovenia: občine, số ít – občina) trong vùng Osrednjeslovenska của Slovenia. Kamnik có diện tích 265.6 km2, dân số là theo điều tra ngày 31 tháng 3 năm 2002 là 26477 người. Thủ phủ khu tự quản Kamnik đóng tại Kamnik.